# Laust Moltesen
Laust Jevsen Moltesen (født 18. november 1865 i Råhede, død 25. oktober 1950 i Ordrup) var en dansk politiker, minister og kirkehistoriker.
Han var søn af gårdejer Peter Moltesen og Bodil født Lauritzen, født i Råhede ved Hviding i Nordslesvig. Hviding lå syd for grænsen fra 1864, og faderen havde derfor købt en gård i Brørup, så børnene kunne gå i dansk skole. Han var fra studietiden tæt ven med Jacob Appel.
I 1888 blev han cand.theol. og derefter fem år alumnus på Borchs Kollegium og redigerede 1890-1895 sammen med pastor J.H. Monrad Dansk Kirketidende og blev samtidig optaget af kirkehistorie. Med offentlig støtte var han 1894-1895 i Vatikanet, hvorfra hans forskning resulterede i, at han blev dr.phil. 1896 med disputatsen De avignonske Pavers Forhold til Danmark. Han blev teologisk æresdoktor 1929.
Han ægtede den finske zoolog Eva Elisabeth Hällström som han havde mødt på Askov Højskole. Sammen fik de datteren Bodil Moltesen (gift i Finland med Tauno Relander) samt sønnerne Erik (senere en kendt kulturhistoriker, der døde på sin bryllupsrejse i 1926), Per Algot og Harald Moltesen.
Han var medlem af Folketinget for Vinderupkredsen i perioderne 1909-1918, 1920-1926 og 1929-1932 med særlig interesse for kirke- og skolespørgsmål samt udenrigs- og forsvarspolitik, hvorfor han var blandt Danmarks delegerede ved Folkeforbundet. Han blev udenrigsminister i Ministeriet Madsen-Mygdal 1926-1929 og fortsatte sit engagement indenfor udenrigspolitikken efter regeringsskiftet. Han mente, at den nye regering led af småhedsvanvid, og under vedtagelsen af de nye forsvarslove i 1932 tog han konsekvensen af folketingsflertallets politik, og nedlagde sit mandat i Folketinget. Han forudså, at konsekvensen af de nye forsvarslovene ville være, at hæren ikke mere ville være i stand til at løse egentlige forsvarsmæssige opgaver.
Moltesens værste frygt blev til virkelighed, da Danmark otte år efter stod forsvarsløs overfor den tyske besættelse af landet. Udenrigsminister P. Munch og forsvarsminister Alsing Andersen måtte i juli 1940 tage konsekvensen af deres fejlslagne tilpasningspolitik, og tog deres afsked.
Moltesen blev begravet på Gentofte Kirkegård.